# Морозов, Василий Михайлович (Герой Советского Союза)
Василий Михайлович Морозов (25 ноября 1918, Михалишки, Московская область — 21 августа 1991, Москва) — полковник Советской Армии, участник Великой Отечественной войны, Герой Советского Союза (1943).

## Биография
Василий Морозов родился 25 ноября 1918 года в деревне Михалишки (ныне — Вязниковский район Владимирской области). После окончания семи классов школы и педагогического училища работал учителем истории в сельской школе. В сентябре 1939 года Морозов был призван на службу в Рабоче-крестьянскую Красную Армию. В июне 1941 года он окончил Подольское артиллерийское училище и был направлен на фронт Великой Отечественной войны. 12 марта 1942 года был тяжело ранен.
К сентябрю 1943 года майор Василий Морозов командовал 1846-м истребительно-противотанковым артиллерийским полком 30-й истребительно-противотанковой артиллерийской бригады 7-й гвардейской армии Степного фронта. Отличился во время битвы за Днепр. 25 сентября 1943 года полк Морозова своим огнём поддержал переправу через Днепр стрелковой дивизии в районе села Орлик Кобелякского района Полтавской области Украинской ССР. 28 сентября 1943 года полк Морозова переправился через Днепр и принял активное участие в боях за удержание Бородаевского плацдарма.
Указом Президиума Верховного Совета СССР от 26 октября 1943 года за «умелое командование полком и проявленные мужество и героизм» майор Василий Морозов был удостоен высокого звания Героя Советского Союза с вручением ордена Ленина и медали «Золотая Звезда».
После окончания войны Морозов продолжил службу в Советской Армии. В 1950 году он окончил Военную академию имени М. В. Фрунзе, в 1958 году — Центральные офицерские артиллерийские курсы. В августе 1970 года в звании полковника Морозов был уволен в запас. Проживал и работал в Москве.
Скончался 21 августа 1991 года, похоронен на Востряковском кладбище Москвы.
Был также награждён орденом Красного Знамени, двумя орденами Отечественной войны 1-й степени, орденом Красной Звезды, рядом медалей.

## Память
- Мемориальная доска в память о Морозове установлена Российским военно-историческим обществом на здании Никологорской средней школы Вязниковского района, где он учился.